# Selva trágica (novela)
Selva trágica fue la segunda novela escrita por Arturo D. Hernández y publicada por primera vez en 1956 en Perú por la editorial Juan Mejía Baca & P. L. Villanueva. Fue merecedora del Premio Nacional Ricardo Palma considerándosela la mejor novela en Perú ese año. Fue escrita en Lima hacia fines de 1952. Está basada en la historia que le contó al autor una mujer que había vivido en cautiverio con los indios capahuanas por cuatro años.

## Argumento
La historia inicia con el crimen de Alfredo, un cauchero que vive internado en la selva, a manos de indios capahuanas. Los indios raptan además a Mariana, la mujer de Alfredo, y la llevan a vivir con ellos a la profundo de la Amazonia.
A partir de entonces Mariana vive una historia de horror aumentada al enterarse de la costumbre antropófaga de sus captores. Sin embargo, resignada a su destino empieza una nueva vida. Es testigo de las salvajes costumbres de la tribu, se casa con uno de los indios, a quien trata de ganar hacia el cristianismo y tiene un hijo con él.
Sin embargo su nuevo esposo muere víctima de una gripe traída por la civilización y Mariana, ahora desprotegida decide huir con su hijo en medio de una feroz tormenta. La confusión ocasionada por la tormenta durante su huida la lleva a una zona ritual prohibida por la tribu conocida como "La casa maldita". Ahí ella se ve atrapada en una atmósfera de terror, demonios y cadáveres vivientes, pero logra sobreponerse, luego de un enfrentamiento con el jefe de la tribu. Es así como, tras cuatro años de cautiverio y ayudada por el río, Mariana logra regresar a la civilización.